# Delfin III (1964)
Delfin III, under en period Vimman eller Vimman af Norrköping, är en rundtursbåt som byggdes av Cerapid verkstads AB i Huddinge centrum 1964 som Delfin III för Waxholmsbolagets rundtursrederi Tourist Sightseeing AB i Stockholm med Stockholm som hemort. Hon sjösattes vid Vårby, dit fartyget transporterats med lastbil från tillverkningslokalen vid Huddinge centrum.
År 2011 såldes hon av Wahlinbolagen i Norrköping till Strömma Turism & Sjöfart i Stockholm och återdöptes då till Delfin III.
| Fartygsdata | Vid leverans från varv | Idag        |
| ----------- | ---------------------- | ----------- |
| Längd öa    | 17,02 meter            | 17,50 meter |
| Bredd       | 4,25 meter             | 4,40 meter  |
| Djupgående  | 1,67 meter             | 1,67 meter  |
| Brt/Nrt     | 34/32 ton              | 31/9 ton    |

## Historik
- 1964	Båten levererades från Cerapid Verkstads AB i Huddinge som Delfin III till Tourist  Sightseeing AB i Stockholm. Båten användes för  sightseeingtrafik i Stockholm.
- 1978	Båten köptes av August Lindholm Eftr i Stockholm.
- 1992	Båten köptes av Ångfartygs AB Strömma Kanal i Stockholm.
- 1996	Båten köptes av Royal Stockholm Cruise Line AB i Norrköping för 625 000 kr. Den döptes om till Vimman af Norrköping, omdöpt till Vimman 2001.
- 2011 Såld till Strömma Turism & Sjöfart i Stockholm och omdöpt till Delfin III med ny hemort Stockholm.